# سیارک ۲۰۲۸۱۹
سیارک ۲۰۲۸۱۹ (به انگلیسی: 202819 Carlosanchez، نامگذاری:2008SY81) دویست و دو هزار و هشتصد و نوزدهمین سیارک کشف شده‌است که در ۲۶ سپتامبر ۲۰۰۸ کشف شد.